# کوچه بن‌بست (فیلم ۱۹۳۹)
«کوچه بن‌بست» (انگلیسی: Blind Alley (film)) فیلمی در ژانر درام و جنایی به کارگردانی چارلز ویدور است که در سال ۱۹۳۹ منتشر شد.

## بازیگران
- چستر موریس
- رالف بلامی
- آن دواراک
- آن دران
- مارک لارنس
- اسکاتی بکت
- بلوسوم راک
- جیمز کریگ